# A Dynamical Theory of the Electromagnetic Field
A Dynamical Theory of the Electromagnetic Field è un articolo di James Clerk Maxwell sull'elettromagnetismo, pubblicato nel 1865, dove deduce che la luce è un'onda elettromagnetica.

## Pubblicazione
Seguendo la procedura standard dell'epoca, il documento fu letto per la prima volta alla Royal Society l'8 dicembre 1864, dopo essere stato inviato da Maxwell alla Società il 27 ottobre. Fu quindi sottoposto a revisione paritaria e inviato a William Thomson, I barone Kelvin il 24 dicembre 1864 ed a George Stokes, segretario per le scienze fisiche della Società, il 23 marzo 1865. Fu approvato per la pubblicazione nelle Philosophical Transactions of the Royal Society il 15 giugno 1865 dal Committee of Papers (essenzialmente il consiglio direttivo della Società) e inviato alla tipografia il giorno successivo (16 giugno).

### Impatto sulla scienza
A riguardo di questo articolo e delle relative opere di Maxwell, il fisico Richard Feynman ha detto che non ci possono essere dubbi sul fatto che "...l'evento più significativo del XIX secolo è stato la scoperta di Maxwell delle leggi dell'elettromagnetismo".
Albert Einstein usò le equazioni di Maxwell come punto di partenza per la sua teoria della Relatività ristretta, presentata in Sull'elettrodinamica dei corpi in movimento, uno degli Annus Mirabilis Papers di Einstein del 1905. In esso si afferma: